# V Leporis
V Leporis är en förmörkelsevariabel av Beta Lyrae-typ (EB/KE) i stjärnbilden Haren.
Stjärnan har en visuell magnitud som varierar mellan +9,6 och 10,1 med en period av 1,0701048 dygn.